# نورت هیلز (پنسیلوانیا)
نورت هیلز (به انگلیسی: North Hills) یک منطقهٔ مسکونی در ایالات متحده آمریکا است که در پنسیلوانیا واقع شده‌است. نورت هیلز ۷۴٫۰۷ متر بالاتر از سطح دریا واقع شده‌است.